# Christovizetes ovatus
Christovizetes ovatus är en kvalsterart som beskrevs av Krivolutsky 1975. Christovizetes ovatus ingår i släktet Christovizetes och familjen Microzetidae. Inga underarter finns listade i Catalogue of Life.